# Иван Николов (опълченец)
Вижте пояснителната страница за други личности с името Иван Николов.
Иван Досев Николов е опълченец-поборник и националреволюционер. Участник в Сръбско-турската война (1876) и Руско-турската война (1877 – 1878).

## Биография
Николов е роден в 1852 година в разложкото село Годлево, което тогава е в Османската империя. В 1876 година е доброволец в Сръбско-турската война и се сражава в батальона на капитан Райчо Николов. След войната минава в Румъния, където влиза в средите на революционната емиграция. След избухването на Руско-турската война се записва доброволец в IV Опълченска дружина на Българското опълчение, като е зачислен с чин ефрейтор. Участва в боевете при Шипка и Шейново. След войната е стражар в Дупница. В 1906 година се мести в София, където работи в пивоварна фабрика.